# Clemens L. Voorhoeve
Clemens Lambertus „Bert” Voorhoeve (ur. 1930) – holenderski językoznawca, specjalista w zakresie języków papuaskich.

## Życiorys
Wykształcenie wyższe zdobył w Holandii. Doktorat z językoznawstwa uzyskał na Uniwersytecie w Lejdzie. Przed uzyskaniem doktoratu prowadził badania terenowe na terytorium zachodniopapuaskiego ludu Asmat. W 1965 roku został zatrudniony jako pracownik naukowy na Australijskim Uniwersytecie Narodowym. W 1988 roku przeszedł na emeryturę.
Prowadził szeroko zakrojone badania lingwistyczne we zachodniej i południowej Papui-Nowej Gwinei oraz w indonezyjskiej Nowej Gwinei. Przyczynił się także do wypracowania klasyfikacji języków papuaskich. Specjalista od papuaskich języków Halmahery, autor klasyfikacji z 1988 roku (The languages of the North Halmaheran stock).

## Wybrana twórczość
- The Flamingo Bay dialect of the Asmat language (1965)
- The Asmat languages of Irian Jaya (1980)
- The Makian languages and their neighbours (1982)
- The non-Austronesian languages in the North Moluccas (1987)
- The languages of the North Halmaheran stock (1988)
- Contact-induced change in the non-Austronesian languages in the North Moluccas, Indonesia (1994)